# 奧坎基爾查峰
奧坎基爾查峰（西班牙語：Volcán Aucanquilcha）是智利北部安托法加斯塔大區的層狀火山，位於玻利維亞的邊境西面。在更新世的冰河時期，冰蓋覆蓋面積超過45平方公里，範圍大至海拔4,600米地區，形成冰磧石。